# NGC 145
NGC 145 (другие обозначения — MCG −1-2-27, Arp 19, IRAS00292-0525, PGC 1941) — пекулярная спиральная галактика с перемычкой в созвездии Кит.
Галактика была открыта английским астрономом Джоном Гершелем 9 октября 1828 года.
Этот объект входит в число перечисленных в оригинальной редакции «Нового общего каталога», а также включён в Атлас пекулярных галактик как Arp 19. Галактика отличается тем, что имеет три спиральных рукава, в отличие от большинства других спиральных галактик, имеющих по два крупных рукава. Кривая вращения и масса галактики были измерены в 1973 году.
Галактика низкой поверхностной яркости в инфракрасном диапазоне. Чаще всего такие галактики небольшого размера, однако NGC 145 достаточно крупная. 